# Романель-сюр-Морж
Романель-сюр-Морж (фр. Romanel-sur-Morges) — громада  в Швейцарії в кантоні Во, округ Морж.

## Географія
Громада розташована на відстані близько 85 км на південний захід від Берна, 10 км на захід від Лозанни.
Романель-сюр-Морж має площу 1,8 км², з яких на 15,8% дозволяється будівництво (житлове та будівництво доріг), 67,8% використовуються в сільськогосподарських цілях, 16,4% зайнято лісами, 0% не є продуктивними (річки, льодовики або гори).

## Демографія
2019 року в громаді мешкало 463 особи (-0,4% порівняно з 2010 роком), іноземців було 15,3%. Густота населення становила 263 осіб/км².
За віковим діапазоном населення розподілялося таким чином: 18,1% — особи молодші 20 років, 64,8% — особи у віці 20—64 років, 17,1% — особи у віці 65 років та старші. Було 181 помешкань (у середньому 2,6 особи в помешканні).
Із загальної кількості 500 працюючих 25 було зайнятих в первинному секторі, 261 — в обробній промисловості, 214 — в галузі послуг.